# アクション監督
アクション監督（アクションかんとく）とは、映画、ドラマなどにおけるキャスティングやスタントマンの人選、格闘シーンでのカメラワークやカット割りも含めたアクションの設計、撮影とそのシーンの編集まで手掛ける専門職のこと。ここではその周辺の役割についても説明する。振り付け自体は、武術や剣術よりダンスに近い。

## 概要

### アクション監督
これはおもに香港の功夫映画で発展してきた役割であり、香港では過去に動作設計、武術指導、動作指導とも表記され、近年は「動作導演（アクション監督）」と呼称される
。
日本映画の歴史においては、古くから殺陣師、擬闘（擬斗・技斗）スタッフという役職もあるが、それらとはまた違った職責を担う。（詳細は「殺陣」を参照）
長らく香港映画に携わってきた日本のアクション監督である谷垣健治の著書『アクション映画 バカ一代』によると
、
アクション監督が映画に関わる段階として、アクションシーンに関するロケハンおよび役者のトレーニング、アクションの立ち回りの設計（撮影前にはアイデアを俳優やスタッフに伝えるためのビデオコンテと呼ばれるテスト版映像を制作もする）、カメラワークの指示（動きを一番把握しているために時には自らカメラを回すこともある）、OKテイクかどうかの判断も含めた撮影、撮影したシーンの編集、編集後の効果音の確認までをこなす。
アクションに対して重要度の高い香港では、アクション監督が撮影を始めると本編の監督はすべて任せて現場からいなくなるというエピソードにも事欠かない
。
しかし、最終的な決定権は本編の監督にある場合が多い。

### 周辺のスタッフ
撮影規模によって役割を兼任するなど多少の違いはあるが、アクションを作るためにはある程度の人数が必要とされ、アクション監督の下にスタント・コーディネーター（動作指導、武術指導/アクション指導/アクション・コーディネーター）や殺陣師、擬闘（動作指導、武術指導/アクション・コレオグラファー）、アクションの吹き替え（替身/スタントダブル。日本の特撮テレビドラマや映画の場合はスーツアクター）やスタントマン（武師）といったスタッフが集まりひとつのチームになって撮影を行う
。
日本では、アクション監督という職責を任せる作品が少ないため、スタント・コーディネーターの役割とクレジットがほとんどである。なお特撮テレビドラマに関しては昔からこのアクション監督制度を用いている。
日本での正式な役割や権限については、作品や人によって様々なので一概には言えない。
アクションシーンの中の表情や仕草も含めた、演技指導も行う。
芸能人や映画監督と同じく、ヒット作が出ればオファーが増え、売れっ子という扱いになる。
転んだり、首を絞めるだけのシーンでも指導を担う。
ギャラについては、事務所に差し引かれた後の額しか教えて貰えず正確な単価は事務所と取引先（映画会社など）にしかわからない場合が多い。
アメリカハリウッドにおいては、現場で働くスタッフの加入する組合

の力が強く
各々の仕事と権利を守るシステムが確立されている
。
よって、組合の規定に抵触するとみなされるカメラワーク、前後の芝居の演出、編集、SEの確認など多くの権限を持つアクション監督に相当する職務はなく、一番近い立場ではスタント・コーディネーターがセカンド・ユニット・ディレクターを兼任するというケースがある
。
| 日本                                                                   | 香港                                  | アメリカ |
| ---------------------------------------------------------------------- | ------------------------------------- | --- |
| アクション監督                                                         | 動作導演、動作設計 武術指導、動作指導 | Second unit director （セカンド・ユニット・ディレクター） |
| スタント・コーディネーター アクション・コーディネーター アクション指導 | 動作指導、武術指導                    | Stunt coordinator （スタント・コーディネーター） |
| 殺陣師 擬闘（擬斗・技斗）スタッフ                                      | 動作指導、武術指導                    | Stunt coordinator Action choreographer （アクション・コレオグラファー） Fight choreographer （ファイト・コレオグラファー） Martial Arts choreographer （マーシャルアーツ・コレオグラファー） |
| スタントダブル、吹き替え スーツアクター                                | 替身 皮套演員                         | Stunt double |
| スタントマン、スタントウーマン                                         | 武師                                  | Stunt performer （スタント・パフォーマー） Stunt person |

ワイヤーを使ったワイヤーワークについては中華圏や日本ではスタントマンが操作を行う手引き式を中心に用いるが、アメリカでは圧縮空気を利用した機械を使用することが主なために

日本映画とともにワイヤーワーク・コーディネーター（Wire work coordinator）といった特別なクレジットをされる職分がある。

## 乗り物
車やバイクを使ったスタントに関しては、カースタント（飛車特技）、バイクスタント（電單車特技）と呼ばれ、日本香港ともに別の分類をされている。アメリカではこれらはスタント・コーディネーターの範疇である場合が多く、組合の力が強くスタントパーソンの名がクレジットとして表記される機会のあるアメリカでも、スタントドライバーがstunt driverやprecision driverといったような区別をされることはカースタントに特化した映画がほとんどで、往々にしてスタントパーソンにカテゴライズされている。
また香港ではアクション監督と同じように、飛車特技導演（カースタント監督）と表記される役割がある。
アメリカでは模擬空中戦や曲技飛行を請け負うスタント・パイロットもいるが需要が少ないため、多くは曲技飛行との兼業である。
| 日本                                | 香港                                                     | アメリカ                                                 |
| ----------------------------------- | -------------------------------------------------------- | -------------------------------------------------------- |
|                                     | 飛車特技導演 （カーアクション監督） （カースタント監督） | Second unit director (セカンド・ユニット・ディレクター） |
| カースタントコーディネーター        | 飛車特技指導、飛車指導                                   | Stunt coordinator （スタント・コーディネーター）         |
| スタントドライバー スタントライダー | 特技車手 電單車特技人                                    | Stunt driver、Precision driver Stunt rider               |

## アクションに対する賞
現在、世界の映画賞においてアクション監督に対する顕彰は、香港電影金像奨の最優秀アクション監督賞、金馬奨の最優秀アクション監督賞、国家映画賞のアクション監督賞しかない。他には、アクションの専門家プロのスタントマン、スタント団体に所属するメンバーによって投票される“トーラス・ワールド・スタントアワード”や、近年発足した日本の賞として、アクション作品、俳優、スタッフを対象とした「ジャパンアクションアワード」などがある。
アメリカでは2016年にスタント・パーソン100名以上がビバリーヒルズの映画芸術科学アカデミー前で、アカデミー賞に「スタント・コーディネーター部門」を新たに加えるように訴えるデモを行い、すでに5万人の署名を集めたという報道があった。

## 主なアクション監督
※五十音順
- 石垣広文
- 大内貴仁
- 金田治
- 坂口拓(匠馬敏郎)
- 坂本浩一
- サモ・ハン・キンポー
- 下村勇二
- ジャッキー・チェン
- シリル・ラファエリ
- 新堀和男
- スタンリー・トン
- 園村健介
- 高倉英二
- 竹田道弘
- 谷垣健治
- 千葉真一
- チョン・ドゥホン（朝鮮語版）
- チン・ガーロッ（中国語版）
- チン・シウトン
- ドニー・イェン
- トン・ワイ
- 西冬彦
- 西本良治郎
- 橋本春彦
- パンナー・リットグライ（英語版）
- 福沢博文
- ブルース・リー
- 宮崎剛
- 村上潤
- 山岡淳二
- 横山誠
- ユエン・ウーピン
- ユン・ケイ
- ユン・ブン
- ラウ・カーリョン
- ラム・チェンイン